# Chiesa di Santa Maria della Quercia

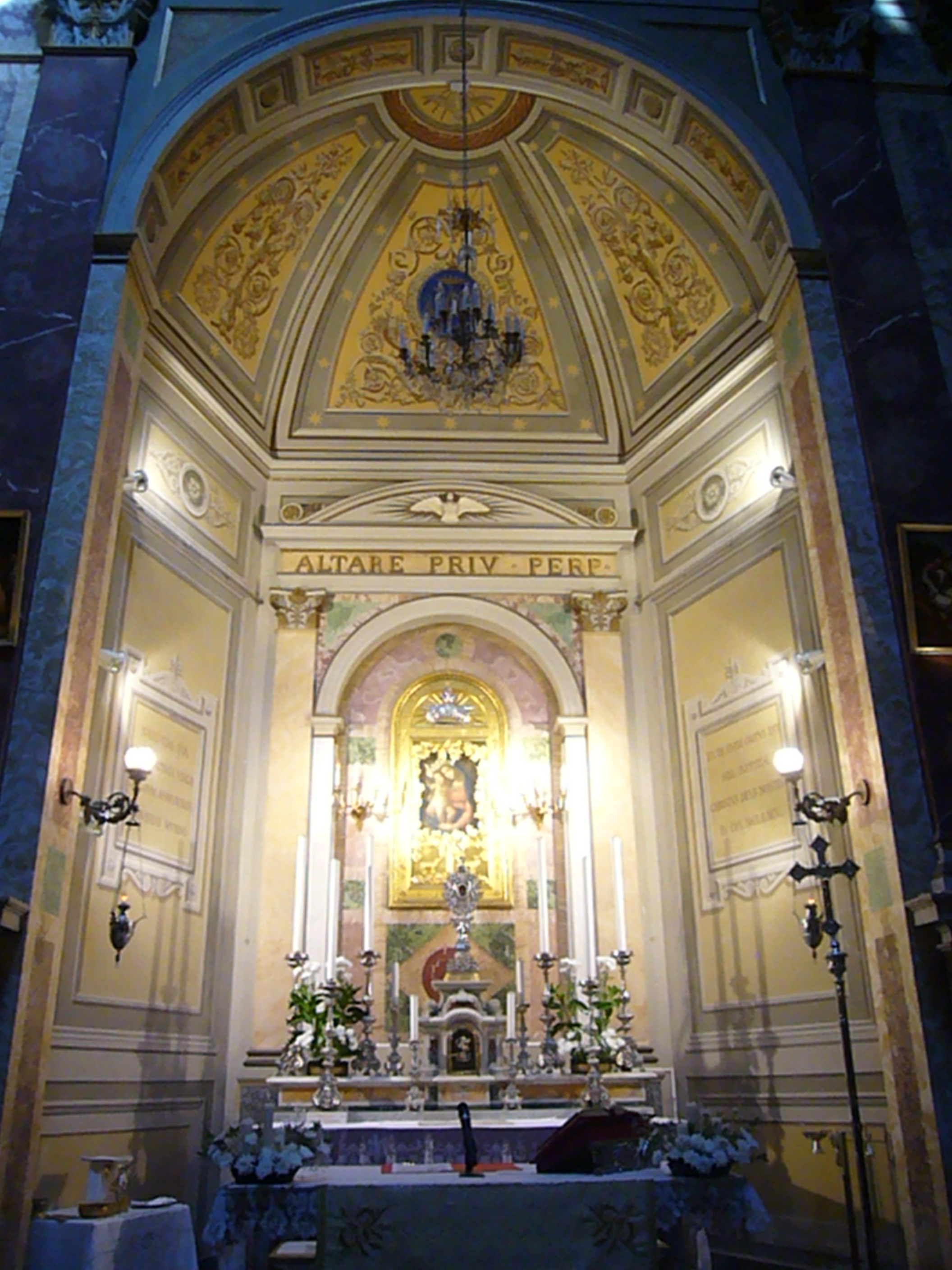
L'altar maggiore

La chiesa di Santa Maria della Quercia è u luogo di culto cattolico del centro storico di Roma, situato nella piazza omonima nel rione Regola.

## Storia e descrizione
L'attuale chiesa sorge sul luogo di una precedente chiesa dedicata a San Niccolò. Inizialmente si chiamava San Niccolò de Curte, perché faceva parte di un complesso di edifici (la "curte") di proprietà Orsini; ma nel 1507, Papa Giulio II la concesse ai viterbesi residenti a Roma (molti dei quali erano macellai), che le diedero il nome attuale, in onore dell'omonimo santuario di Viterbo e perché la quercia era l'emblema dello stemma della sua famiglia Della Rovere. Inoltre già all'epoca, come oggi, una quercia si trovava al centro della piazza antistante la chiesa.
Nel 1532 Papa Clemente VII affidò la chiesa direttamente alla corporazione dei Macellai, che ancora oggi la possiedono.
La chiesa fu riedificata da Papa Benedetto XIII nella prima metà del XVIII secolo, che affidò i lavori a Filippo Raguzzini, proseguiti poi dal romano Domenico Gregorini; fu ultimata nel 1731.
Lavori di restauro furono intrapresi da Pio IX nel XIX secolo e dopo la seconda guerra, che ridusse in pessime condizioni la chiesa.
La demolizione della casa a sinistra della chiesa in ossequio alla teoria del diradamento di Gustavo Giovannoni ha gravemente alterato la percezione della facciata stessa. A questo si è tentato di porre rimedio piantando un albero di quercia al posto dell'edificio.
L'interno della chiesa è a croce greca con cupola e tre cappelle. Sull'altare maggiore si trova l'immagine della Madonna della Quercia di Viterbo. Nella volta, il sacrificio di Isacco di Sebastiano Conca (XVII secolo).
La chiesa ha un attico con giardino sul tetto, ed è ancora la chiesa dei macellai di Roma, i quali una volta l'anno celebrano una festa davanti alla chiesa e in piazza Capo di Ferro.